# Gewoon ekstertje
Het gewoon ekstertje (Spermestes cucullata, synoniem: Lonchura cucullata) is een vrij klein vogeltje uit de familie van de prachtvinken (Estrildidae) dat voorkomt in grote delen van Afrika.

## Kenmerken
De vogel is gemiddeld 9 cm lang en weegt 7,7 tot 11,8 gram. Het kopje en de keel van het gewoon ekstertje zijn zwart met een groene metaalglans, evenals de kleur van de schouders. De bovenzijde is grijsbruin en de staart is bruinzwart, de vleugels en de bovenborst zijn bruin, de onderzijde is wit. Op de flanken is hij bruin en wit gestreept, maar bij de ondersoort L. c. scutata ontbreekt deze streping. Het vrouwtje en mannetje zijn aan elkaar gelijk.

## Verspreiding en leefgebied

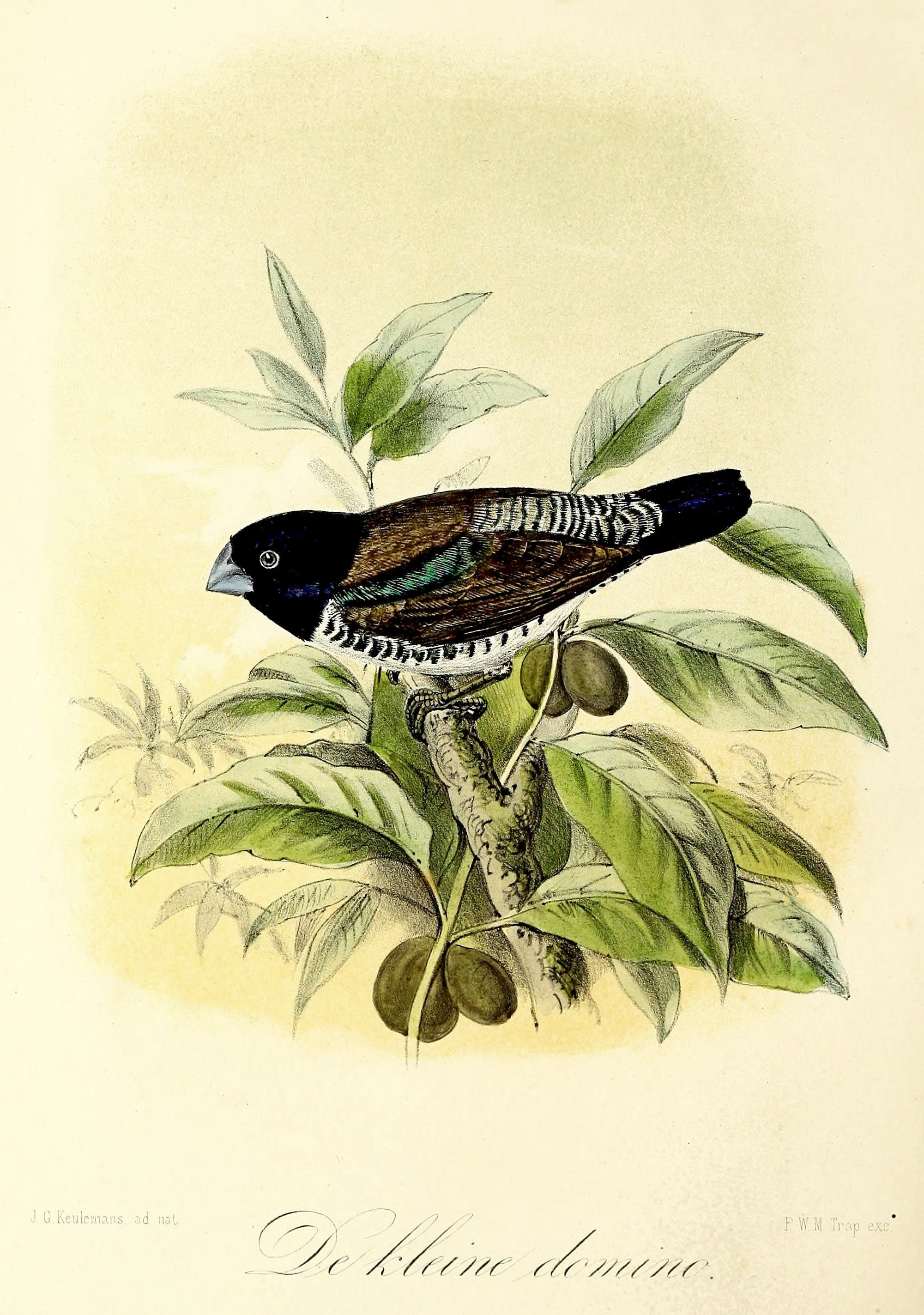
Keulemans 1869

Er zijn twee ondersoorten:
- S. c. cucullata (Senegal en Gambia tot in Zuid-Soedan, Oeganda en West-Kenia, Bioko)
- S. c. scutata (Ethiopië en Oost-Kenia tot Zuidoost-Zuid-Afrika en Oost-Angola, Comoren)

Het is een vogel van half open landschappen, bebost gebied afgewisseld met vrij droge graslanden, ook wel in agrarisch gebied. Komt in Oost-Afrika ook in bergland voor, tot op 2200 m boven zeeniveau. Verwildere populaties komen voor op Puerto Rico.

## Status
De grootte van de populatie is niet gekwantificeerd. Men veronderstelt dat de soort in aantal stabiel is. Om deze redenen staat deze prachtvink als niet bedreigd op de Rode Lijst van de IUCN.

## Verzorging als volièrevogel
Deze vogel is levendig, maar vrij schuw, echter toch wel goed te houden in een grote kooi of (buiten)volière in gemengd gezelschap. Tijdens de broedtijd zijn ze vechtlustig.

Het voedsel bestaat niet alleen uit een zaadmengsel voor bijvoorbeeld tropische vinken maar ook uit gekiemd zaad. Water, grit en maagkiezel moeten vanzelfsprekend altijd voorhanden zijn.